# Ophiorrhiza brevidentata
Ophiorrhiza brevidentata är en måreväxtart som beskrevs av Hsien Shui Lo. Ophiorrhiza brevidentata ingår i släktet Ophiorrhiza och familjen måreväxter. Inga underarter finns listade i Catalogue of Life.